# Maja Hyży
Maja Weronika Hyży z domu Krygier (ur. 3 grudnia 1989 w Kołobrzegu) – polska piosenkarka, półfinalistka trzeciej edycji programu X Factor.

## Kariera muzyczna
W wieku 14 lat dzięki interpretacji utworu Ireny Santor „Powrócisz tu” zajęła pierwsze miejsce na Międzynarodowym Festiwalu Piosenki w Trzebiatowie. W 2013 wzięła udział w przesłuchaniach do trzeciej edycji programu TVN X Factor, z którego odpadła w odcinku półfinałowym, zajmując czwarte miejsce. Po udziale w programie zaczęła występować pod pseudonimem Maya. 24 marca 2015 nakładem wytwórni muzycznej QL City wydała debiutancki album studyjny pt. W chmurach. Krążek promowała m.in. utworami „Bluza”, „Kawa” i „Będę kochać”, z którym wzięła udział w koncercie SuperPremier na 52. Krajowym Festiwalu Piosenki Polskiej w Opolu.
Wiosną 2018 z utworem „Błysk/Skin” zajęła siódme miejsce w finale krajowych eliminacji do 63. Konkursu Piosenki Eurowizji. W styczniu 2020 wzięła udział w programie Szansa na sukces. Eurowizja 2020, wyłaniającym reprezentanta Polski w 65. Konkursie Piosenki Eurowizji. W tym samym roku wydała teledysk do singla „Chcę odkrywać”. W 2021 zajęła czwarte miejsce w finale 14. edycji programu rozrywkowego Polsatu Twoja twarz brzmi znajomo. W lutym 2023 z utworem „Never Hide” zajęła dziewiąte, przedostatnie miejsce w finale programu Tu bije serce Europy! Wybieramy hit na Eurowizję!.

## Inspiracje muzyczne
Za swoją największą muzyczną inspirację i idolkę uważa Alicię Keys, ceni sobie również twórczość Elli Eyre, Johna Legenda, Katarzyny Nosowskiej, zespołów: Coldplay, Mikromusic i Sistars.

## Życie prywatne
27 sierpnia 2011 poślubiła Grzegorza Hyżego, z którym ma synów-bliźniaków, Wiktora i Alexandra (ur. 28 lutego 2012) i z którym rozwiodła się w lipcu 2013. Pozostawała w nieformalnym związku z Mateuszem Wesołowskim, a od 2020 związana jest z Konradem Kozakiem, z którym ma dwie córki: Antoninę (ur. 10 lipca 2020) oraz Zofię (ur. 7 lipca 2022).

## Dyskografia
Albumy studyjne
| Tytuł      | Dane dot. albumu                                                        |
| ---------- | ----------------------------------------------------------------------- |
| W chmurach | - Data: 24 marca 2015 - Wydawca: QL City - Format: CD, digital download |

Single
| Tytuł                        | Rok  | Pozycja na liście | Pozycja na liście | Pozycja na liście | Pozycja na liście | Album      |
| Tytuł                        | Rok  | PRB               | RZG               | PARK              | SLiP              | Album      |
| ---------------------------- | ---- | ----------------- | ----------------- | ----------------- | ----------------- | ---------- |
| „Zgadnij”                    | 2013 | –                 | –                 | –                 | –                 | –          |
| „Bluza”                      | 2014 | –                 | –                 | –                 | –                 | –          |
| „Kawa”                       | 2015 | 7                 | –                 | –                 | 36                | W chmurach |
| „Będę kochać”                | 2015 | –                 | –                 | 3                 | 17                | W chmurach |
| „Huragan”                    | 2015 | –                 | –                 | –                 | –                 | W chmurach |
| „Kiedy do mnie wracasz”      | 2016 | 1                 | –                 | 2                 | –                 | W chmurach |
| „Błysk/Skin”                 | 2018 | –                 | 4                 | 4                 | 31                | –          |
| „Chcę odkrywać”              | 2020 | –                 | –                 | –                 | –                 | –          |
| „Never Hide”                 | 2023 |                   |                   |                   |                   |            |
| „–” singel nie był notowany. |      |                   |                   |                   |                   |            |

## Teledyski
| Tytuł           | Rok  | Reżyseria                  | Album      | Źródło |
| --------------- | ---- | -------------------------- | ---------- | ------ |
| „Bluza”         | 2014 | –                          | –          | [ 27 ] |
| „Będę kochać”   | 2015 | Michał Kwiatek             | W chmurach | [ 28 ] |
| „Błysk/Skin”    | 2018 | Adrian Choduń, Jakub Obuch | –          | [ 29 ] |
| „Chcę odkrywać” | 2020 | Joanna Hodera              | –          | [ 30 ] |
| „Never Hide”    | 2023 | Krzysztof Wróbel           | –          | [ 31 ] |